# Устиновка (Туринський міський округ)
Усти́новка (рос. Устиновка) — присілок у складі Туринського міського округу Свердловської області.
Населення — 15 осіб (2010, 23 у 2002).
Національний склад населення станом на 2002 рік: росіяни — 87 %.